# 张辛昕
张辛昕（1983年10月1日—），是一名已退役的中国足球运动员，司职边前卫或者边后卫，前国脚。现任北京国安预备队领队。

## 俱乐部生涯
张辛昕虽是北京人，但他首支效力的职业队却是深圳健力宝队，还帮助球队获得中超联赛冠军。
2005年张辛昕加盟武汉光谷后，一直是武汉队左路当仁不让的主力。
2009年因为武汉光谷已经被取消联赛注册资格，北京国安看中张辛昕近几年在武汉队的表现，最终决定签下，张辛昕成功转会家乡球队北京国安，据报道转会费为115万元。
2018年2月15日，张辛昕宣布退役。2019年8月，张辛昕出任国安预备队领队兼助理教练。

## 国家队生涯
2011年，张辛昕首次入选中国国家足球队。2011至2012年一共代表国家队出场两次。

## 荣誉
深圳平安
- 中国足球超级联赛冠军 (1): 2004

 武汉黄鹤楼
- 中国超级联赛杯冠军 (1): 2005

 北京国安
- 中国足球超级联赛冠军 (1): 2009